# 维利·胡夫施米德
维利·胡夫施米德（德語：Willy Hufschmid，1918年10月9日—？），瑞士男子手球运动员。他曾代表瑞士参加1936年夏季奥林匹克运动会手球比赛，获得一枚铜牌，他在其中三场比赛有上场参赛。